# Конзервација предмета од дрвета
Конзервација предмета од дрвета једна је од дисциплина унутар конзервације рестаурације предмета културне баштине. Посвећена је конзервацији како историјских тако и археолошких предмета од дрвета. Темељни принципи конзервације дрвених предмета једнаки су као и код других предмета културне баштине, значи пре свега усмереност ка стриктном поштовању и што бољем очувању изворности самог предмета на којем се ради. Реверзибилност те уочљивост реконструисаних делова као и могућност понављања захвата такође су врло важне. Конзерватор рестауратор дрвених предмета мора познавати основе технологије дрва, историју умећа обраде истог, али и основне узроке пропадања предмета, те барем основе археологије и историји умијетности. Веома је важно и познавање савремене теорије и праксе конзервирања рестаурирања овог материјала, те конзерваторске етике и основа знаственог испитивања предмета.

## Технолошка својства

### Меке врсте дрвета
- Липа
- Цедар
- Јела
- Смрека

### Тврде врсте дрвета
- Храст
- Трешња
- Јавор
- Тиковина
- Махагониј

## Конзервација историјских објеката

### Документовање затеченог стања
Системски и квалитетно вођена документација се данас подразумева као битан предуслов квалитетно проведеног конзерваторско рестаураторског третмана, а укључује како документовање стања предмета пре, током и након захвата, тако и обавезно навођење свих материјала и поступака коришћених при раду, као и резултате евентуалних научних испитивања спроведених на предмету. Саставни део документације мора бити и препорука за даље чување предмета.

### Промишљање о обиму и последицама захвата
Пожељно је да у ово промишљање буде укључено што више стручњака, као минимум можемо узети повијесничара уметности, стручњака за пропадање дрвета, те самог конзерватора рестауратора.

### Чишћење
- Механичко
- Хемијско
- Ласерско

### Консолидација дрвета
Истраживања и нове спознаје у конзервацији - рестаурацији културних добра, приликом процеса стабилизације (консолидације) дрвета или дрвених носилаца указују на опрез и пажљив одабир коришћених метода и материјала. Главни аспекти на које треба обратити пажњу су: компатибилност са оригиналом продорност консолиданата у дрвну грађу инертност према основном и сликаном слоју реверзибилност поступка, ако је могуће. Не постоји универзално решење и сваки објекат због различитих фактора (врста дрвета, старост, изложеност локалним условима, оштећеност, димензије, влажност итд) захтева индивидуални приступ решавању стабилизације. Процесу стабилизације у конзервацији треба приступити у случајевима када је битно нарушена чврстоћа дрвеног носиоца и ако је икако могуће треба ју проводити делимично. Није нужно да се цео објекат третира ако то није стварно неопходно.

#### Темељне поставке
Консолидација или учвршћење дрвета је директна активност на објекту интереса с циљем стабилизације дрвне грађе и успоравања даљег пропадања културног добра. Такав захват дефинишемо као трајну промену на културном добру и сврставамо га у конзерваторске поступке. Учвршћење или консолидација изводи се на дрвеном објекту (парцијално или у целости) када је дошло до већег биолошког оштећења односно оштећења узрокованог утицајем инсеката и / или гљивицама те када је тим процесом нарушена структурална стабилност дрвеног објекта или носиоца. Такође, ваља напоменути да је реверзибилност у примени консолиданата дискутабилна тема, али да је нагласак стављен на компатибилност материјала и реверзибилност поступка.

#### Историјски аспект
Велики проблем кроз историју било је пронаћи прикладан консолидант за дрвну грађу. Тек у 20 веку развиле су се прикладније методе компатибилне захтевима савременог приступа конзервацији - рестаурацији. Туткало односно беланчевине Глутин или казеина међу првима је у историји примењен консолидант те се и данас, али врло ретко, препоручује у неким специфичним случајевима трулог или црвотоцног дрвеног носиоца. Његов начин примене протеже се од наношења кистом до туткалних купки у које се урања цео објекат. Применом разних адитива можемо учинити дрвени носилац водоотпорним до тога да је сам консолидант неповратан. Коришћени адитиви укључивали су формалин, калијум-бикромат, танин, ланено уље, венецијански терпентин и сл Ређа раствор лепка пенетрира јако добро у труло дрво и показује задовољавајуће стабилизационе резултате. Такође консолидује и црвоточно дрво са нешто слабијом ефикасношћу него труло. Основни недостаци овог консолиданта су у томе што се дрвени носилац деформише и повећава волумен. Уз то беланчевине представљају храну за кукце, а присуство ланеног уља и / или венецијанског терпентина у потпуности су неприхватљиви.
Сушива уља - ланено уље. Литература раног 18 века описује импрегнацију дрвета с врућим ланеним уљем. У 20 веку користи се или као топли или хладни као консолидант често са смолним адитивима. Често су коришћени додаци терпентина у жељи да се постигне боља продорност. Ланено уље продире дубоко у дрво и слепљује дрвену прашину у гуми сличну мешавину, али без правог учвршћења. Суши се врло споро и дрво импрегнирано или третирано ланеним уљем апсорбује више влаге и експандира више него нетретирано дрво. Познато је и кинеско дрвено уље које је коришћено као консолидант почетком 20. века, а његова се примена протезала чак до 1962. године. Такав премаз након загревања постаје врло тврд. Због тамњења дрвета и неуједначених мрља на површини данас више није у примени. Воскови и воштано смолне мешавине. Пчелињи восак, карнауба восак и минерални (парафински) восак коришћени су као консолиданти где су се објекти зарањао у вруће воштане купке, а често се дрво претходно премазивао туткалом. Иако као традиција античког ганосиса, потпуна је консолидација у воштаној купки први пута предузета као експеримент 1902. године. Постојале су многе рецептуре воштаних купки.
Ефекти купки су следећи: Промена боје сликаног слоја, Може узроковати губитак металних апликација (златни листићи), Дисколорирање дрвеног носиоца (масне мрље), Раздвајање делова слепљених туткалом, Пуцање дрвета због високих температура купки Експерименти су показали да је стабилизациони ефекат пчелињег воска минималан, а за разлику од критике из прошлости дрво третирано пчелињим или парафинским воском такође апсорбује влагу. По свој прилици то се догађа због смањења волумена воска приликом сушења те долази до креирања финих капилара између дрвне грађе и воска. Природне смоле, восак и ланено уље до пре 50 година били су једини погодни материјални за консолидовање црвотоцног дрвета. У сврху консолидовања природне смоле ћилибара, дамара и колофонија отапају се у органским растварачима или кувају у сикативизираним сушивим уљима. Јантар куван у ланеном уљу користио се до цца 1930. године док се није показало како тако третиран објекат има јако смеђи ефекат. Дамар отопљен у тетраклору или ксилен као консолидант за дрво препоручује се у литератури с краја 19. века. Колофониј често је коришћен као јефтинија замена скупоцених смола ћилибара и дамара, а велику улогу имао је и као додатак воштаним купкама. Због јаког смеђег ефекта и склоности пуцању избачен је из употребе. Шелак се користи за премазивање дрвета које није изложено атмосферилијама. Шелак лоше пенетрира у дрво и постиже слабе резултате као консолидант.
Првенствено се користи као политура. Целулозни естри, тј њихова два деривата (целулоза нитрат и ацетилцелулоза) почетком 20. века постају важни консолиданти за дрво. Запон лак први је целулоза нитрат продукт који је стигао на тржиште као безуљни лак. То је био велики корак напред у односу на дотада коришћене консолиданте. Ацетилцелулоза се показала постојанијом и стабилнијом од целулозе нитрата иу потпуности је заменила као консолидант. 1931. године на тржишту се појављују метил целулозе и карбокси метил целулозе као безбојна лепка. Ти целулозни естри снажно бујају у води те се стога нису показали прикладним за консолидацију дрвета. Водене дисперзије вештачких смола Од 1950. године вештачке смоле замењују туткална и казеинска лијепила која су до тог времена била стандард. Поливинил алкохоли, поливинил ацетат, поливинил метил естри, полиакрилне киселине, поливинил хлориди те полиакрил естри као консолиданти за дрво долазе на тржиште. Ови материјали почињу користити и пре него што су сва њихова својства, чистоћа, постпродукти, итд испитани. Основни проблем што је вода, додата тим вештачким смолама, у дисперзији те тако узрокује ширење дрвета у унутрашњости. Даљи проблем је у томе што неки коришћени материјали имају способност мигрирати у оригиналну супстанцу, ао њиховим процесима старења нема јасних спознаја. Такође, један од проблема код коришћења неких од ових материјала је у стварању водонепропусног површинског слоја који задржава претходно заробљену воду те због величине молекула консолидант не пенетрира дубоко у дрво и јавља се могућност стварања пукотина приликом сушења. Мономери и епоксидне смоле основна је карактеристика ових материјала је да полимеризује у самој дрвеној грађи па им није потребан растварач и не губе на волумену. Ипак, упркос добрим карактеристикама, због високе вискозности не пенетрирају дубоко у дрво, аи приликом полимеризације долази до високих температура реакције (100°C-110°C) што исушује и оштећује дрво. Данас постоји мањи број епоксидних смола које полимеризује тзв. хладним процесом и погодне су за консолидацију црвотоцног дрвета.

#### Консолидација дрвета данас
Данас не познајемо материјал који без задршке можемо препоручити за све примене и још увек су све технике везане за: продорност консолиданта у дрвену грађу промена боје дрвета промена волумена дрвета температура реакције ефекат на сликаном слоју. До једног или више од горенаведених проблема обично долази када се разматра консолидација дрвеног носиоца. Продорност консолиданта у дрво можемо класификовати као непредвидљив ток јер се продорност мења како консолидант продире у дрвену грађу. Користећи интегрисану форму Дарциевог закона о течностима и претпостављајући да је продорност константа с дужином даје једначину за израчунавање променљивости апсорпције.
Упојност је основна карактеристика која одређује ток консолиданта током поступка консолидације. Постоје многи фактори који утичу на упијање као што су величина пора и црвоточина, влажност дрвета итд Уопштено упијање је већа код рубног дела него код срчике дрвета и значајно је већа у лонгитудиналном него у трансверзалном смеру. У мекшем дрвету величина размака између годова такође одређује упијање, док је код тврдог дрвета ствар комплексније нарави због врло малих или готово никаквог размака међу годовима. Други фактори попут својства течности (нпр. поларитет растварача) такође утичу на упијање. Уопштено, дрво је упојније за неполарна него поларна растварача. Горња једначине указује и да ће повећање притиска погодовати упојности те да је фракцијска волуменска апсорпција пропорционална квадрату времена.
Промена боје дрвета, тј консолиданти и разређивача који је узрокују, уопштено не сматрају се прихватљивим.
До промена волумена дрвета долази услед коришћења растварача као преносника консолиданта у унутрашњост дрвне грађе. Вода као растварач има највећи фактор промене волумена уз својство да у потпуности и излази из дрвета и тиме не утиче трајно на промене у дрвету. За разлику од воде, органски растварачи мање утичу на промене волумена, но с обзиром да не излазе у потпуности из дрвне грађе могу реаговати са оригиналном структуром и трајно променити волумен дрвета. Мономери и епоксидне смоле не мењају волумен, али нису примерени за сваку употребу.
Температура реакције првенствено се односи на мономера и епоксидне смоле. Њиховом полимеризацијом долази до егзотермне реакције која због високих температура, које могу досезати и до 130°C, узрокује исушивање и оштећења дрвне структуре.
Консолиданти коришћени данас за дрво оштећено гљивицама (трулежи) Углавном се користе вештачке смоле које због вискозности раствора продиру врло ефикасно чему можемо захвалити и порозности дрвета нападнутог гљивицама. Ако се користи дуго испаравајуће растварач дистрибуција консолиданта је врло добра. Недовољна концентрација смањује јачину дрвне грађе, јер због значајног повећања тежине дрвета приликом консолидације, влакна у дрвету могу бити раздвојена и мала количина смоле тешко надокнађује такав губитак у јачини. Охрабрујући резултати постигнути су на тестовима са средњом до великом концентрацијом вештачких смола (Плексигум П28, 30-40% отопљеном у вхите спириту; Мовилитх 30, 20%-тна отопина у толуену).
Консолиданти коришћени данас за дрво оштећено инсектима Основно својство дрва оштећена инсектима је губитак структурне јачине због црвоточних канала али не и због хемијских промена саме дрвне грађе (као што је дрво оштећено гљивицама). Добре резултате у консолидацији тако оштећеног објекта показују средње концентрације (Бутвар Б90, 20%-тна отопина у толуену или етанолу; Плексигум П28, 20-30% отопљеном у вхите спириту; Паралоид Б72, 20%-тна отопина у толуену или етанолу, данас коришћеном због смањеног штетног утицаја на здравље човека). Велика вискозност раствора вештачких смола недовољно продире у дрво и задржава се на површини, док мање вискозне растворе преносе премало консолиданта у оштећено дрво. Могуће је прво третирати дрво слабијом, али врло продорном раствором, а након тога са раствором веће концентрације. Епоксидне смоле мале вискозности (Аралдит АИ 130 + ХВ 956) остају флуидне дуже време, добро се дистрибуирају и везују прашкасту грађу у црвоточна каналима.
У експерименталним поређењима Бутвар даје већа побољшања у чврстоћи и густини од Паралоида Б72 с назнакама да Бутвар Б98 даје већу чврстоћу од Бутвара Б90. С друге стране Паралоид Б72, иако лимитираних консолидантских могућности даје већи избор у креирању раствор мањег вискозитета. Експерименти указују и да би поларна растварача могла бити погоднија од неполарних. Ипак ако постоји проблем у упојности дрвне грађе неполарна растварача која стварају мање вискозне растворе, а и сама су упонија од поларних требало  би да се користи. Концентрације консолиданта у раствору требало би да буду што је могуће више с обзиром на могућност упијања дрвета. Потпуна консолидације за сада можда није могућа чак и применом вакуум а, што због чињенице да потпуну продорност отопљеног консолиданта није могуће извести или због дијеломицно повратне миграције материја (консолиданта) која је експериментално уочена. У сваком случају више ће се консолиданта задржати на површини него у средишту објекта. Тако неуједначена дистрибуција консолиданта није нужно лоша јер тако ојачана површина поспешити ће чврстоћу и упојне отпорност, а такође побољшава јачину на лепљеним деловима.

## Конзервација археолошког дрвета

### Документовање затеченог стања
Системски и квалитетно вођена документација се данас подразумева као битан предуслов квалитетно проведеног конзерваторско рестаураторског третмана, а укључује како документовање стања предмета пре, током и након захвата, тако и обавезно навођење свих материјала и поступака коришћених при раду, као и резултате евентуалних научних испитивања спроведених на предмету. Саставни део документације мора бити и препорука за даље чување предмета. Код археолошких предмета пожељно ие и да део документације буду напомене везане за налажење предмета, као нпр.подаци о дубини и врсти тла, односно дубини воде те кретању водених струја, те евентуалној присутности макро и микро организама.

### Промишљање о обиму и последицама захвата
Пожељно је да у ово промишљање буде укључено што више стручњака, као минимум можемо узети археолога, стручњака за пропадање дрвета, те самог конзерватора рестауратора.

### Чишћење

#### Полиетилен гликол (ПЕГ) метода
За веће објекте:
100 гр ПЕГ 4000
900 мл воде дестиловане
1 гр натријум пентахлорфенолат
Температура купке 30 Ц. Вредност пХ 7,5 (користити 10% раствор натријум-карбоната као пуфер). Воду која хлапи стално допуњавати са 10% раствором, по постизању безводне раствора температуру подићи на 70 Ц.
За мање објекте:
50 делова ПЕГ 1000/50 делова етанола при 65 Ц
Трајање 20-30 дана.
Предмете пре третмана третирати 2-3% формалином, воду уклонити етанолом

#### Натапање сахарозом
50 гр сахарозе
Године 1000, мл дестиловане воде
1 гр натријум пентахлорфенола
Температура раствора 20 Ц. Током 3 дана подићи поступно концентрацију са 50 гр сахарозе, на 1000 гр сахарозе на 1000 мл дестиловане воде. Трајање око 70 дана, потом сушити под песком до око 60 дана

#### Натапање мешавином Ацетон-калофониј
КОд ове методе воду надомјести са природном смолом - калофонијем. Намењено тврђим врстама дрвета, за које ПЕГ поступак није употребив.
Поступак је употребив и за предмете од дрвета и метала. Може се изводити и на собној температури, уместо ацетона се може користити алкохол. Обрађени предмети су прилично крхки.
1. Добро испрати предмете
2. Уклонити води сукцесивним купкама у ацетону. За 5-10 cm дебеле објекте треба по 4 дана у свакој купки, за тање је доста 2 дана. Вода мора бити потпуно уклоњена, јер је инкомпатибилна са калофониј.
3. Ставити предмет у потпуно затворену посуду са раствором калофониј у ацетону, при 52 Ц. Користити само калофониј у грудама, не онај у праху

Омјер 67% смоле/33% ацетона.
1. Извадити третирани предмет, сувишак обрисати крпом намоченом у ацетон.

#### Натапање мешавином Алкохол-Етер
Опасно - могућност експлозије! Боље избегавати!

#### Натапање мешавином Камфор-Алкохол
Нешто мање опасан од претходног, но такође базиран на врло запаљивим материјама!

#### Смрзавање
Пре смрзавања на - 32 до - 40°C третирати са 10-15% водене раствором ПЕГ 400

#### Третман силиконским уљем
Објекте прво потопити у етанол на 1 час, под вакуумом (10 kg). Након тога такође под вакуумом стављамо објекат на 1 час у ацетон. Затим измеримо примерену количину СФД-1 силиконског уља помешаног са 4% изобутилтриметоксисилана. У ову мешавину уронити предмет (слаб вакуум - 5 kg!) на 12 часова.
Потом предмете вадимо и сувишак уља уклонимо сувом крпом. На крају предмет ставимо у херметички затворену посуду заједно са малом количином ФАСЦАТ 4200 Цаталист-а у тањирићу, те ову посуду стављамо у стерилизатор загријан на 52 Ц.

## Превентивна конзервација
45-55% релативне влажности ваздуха ,19-24°C температуре. Код археолошког мокрог дрвета третираног са ПЕГ растворима обавезно испод 60% релативне влажности, температура 15-20 Ц. Осветљење д0 150 лк за осликане или лакиране предмете, код предмета осликаних бојама до 50 лукса, нетретирано дрво до 200 лукса .